# (157) Dejanira
(157) Dejanira ist ein Asteroid des mittleren Hauptgürtels, der am 1. Dezember 1875 vom französischen Astronomen Alphonse Louis Nicolas Borrelly am Observatoire de Marseille entdeckt wurde.
Der Asteroid wurde benannt nach Deïaneira, der zweiten Frau des Herakles, Megara war die erste. Sie tötete Herakles unabsichtlich, indem sie ihm ein Gewand schickte, das mit dem vergifteten Blut des Kentauren Nessos getränkt war. Dieses Gewand, so hatte Nessos gesagt, hätte die Macht, einen Ehemann von unerlaubter Liebe zurückzugewinnen.

## Wissenschaftliche Auswertung
Eine Auswertung von Beobachtungen durch das Projekt NEOWISE im nahen Infrarot führte 2011 zu vorläufigen Werten für den Durchmesser und die Albedo im sichtbaren Bereich von 18,3 km bzw. 0,30. Nach neuen Messungen wurden die Werte 2012 auf 20,0 km bzw. 0,17 korrigiert.

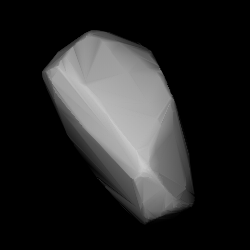
Berechnetes 3D-Modell von (157) Dejanira

Photometrische Beobachtungen des Asteroiden erfolgten vom 22. April bis 13. Mai 2005 am Palmer Divide Observatory in Colorado. Aus der etwas lückenhaften Lichtkurve konnte eine Rotationsperiode von 15,819 h abgeleitet werden. Weitere Messungen wurden vom 21. Dezember 2008 bis 23. Februar 2009 am Organ Mesa Observatory in New Mexico durchgeführt. Aus der sehr detaillierten Lichtkurve wurde hier eine Rotationsperiode von 15,825 h abgeleitet. Aus den archivierten photometrischen Daten des United States Naval Observatory in Arizona und der Catalina Sky Survey und weiteren Beobachtungen aus dem Zeitraum 2005 bis 2008 konnten dann in einer Untersuchung von 2013 Gestaltmodelle des Asteroiden für zwei alternative Ausrichtungen der Rotationsachse mit retrograder Rotation sowie eine Rotationsperiode von 15,8287 h bestimmt werden.
Aus archivierten Daten des Asteroid Terrestrial-impact Last Alert System (ATLAS) aus dem Zeitraum 2015 bis 2018 konnte in einer Untersuchung von 2022 mit der Methode der konvexen Inversion eine Rotationsperiode von 15,8289 h berechnet werden. Im Jahr 2023 wurde aus photometrischen Messungen von Gaia DR3 erneut ein dreidimensionales Gestaltmodell des Asteroiden für zwei alternative Rotationsachsen mit retrograder Rotation und einer Periode von 15,8287 h berechnet.